# Émile Bernard (Organist)

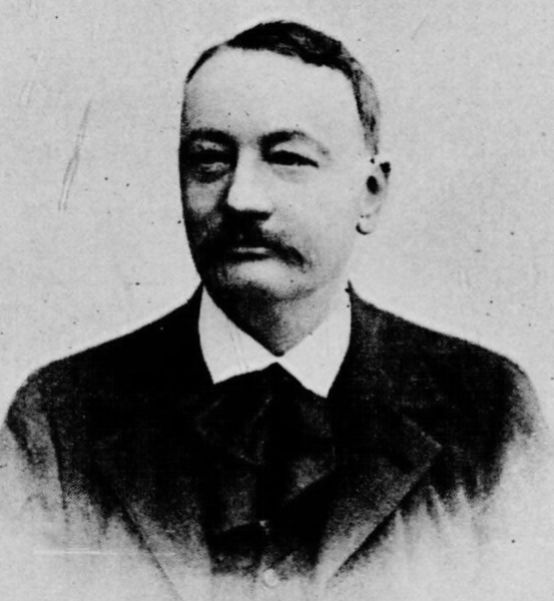
Émile Bernard (1898)

Jean Émile Auguste Bernard (* 28. November 1843 in Marseille; † 11. September 1902 in Paris) war ein französischer Komponist und Organist.

## Leben
Bernard studierte am Conservatoire de Paris bei François Benoist Orgel und bei  Antoine François Marmontel Klavier. Er war zwischen 1887 und 1895 Organist an der großen Cavaillé-Coll-Orgel der Kirche Notre-Dame-des-Champs in der Rue Montparnasse, wo ihm nach seinem Tod Camille Andrès nachfolgte.
Bernard komponierte u. a. Werke in kammermusikalischer Besetzung, Orgelmusik und konzertante Orchesterwerke. Mit der Fantasie und Fuge für Orgel gewann er 1877 den Preis der Société de Compositeurs de Paris. Sein Violinkonzert widmete er Pablo de Sarasate, der es 1895 am Conservatoire de Paris aufführte.

## Werke
- Suite für Violine und Klavier
- Concertstück für Klavier und Orchester
- Andante und Rondo für Cello und Orchester
- Fantasie und Fuge für Orgel
- Concerto für Violine und Orchester
- Divertissement für Bläser
- Sonate für Violoncello und Klavier op. 46 (1896)